# Freestyle - Tutta un'altra stanza!
Freestyle - Tutta un'altra stanza! è un programma televisivo italiano per ragazzi, trasmesso tra il 2010 e il 2011 in prima visione su Deakids e dal 2014 in chiaro su Super!, con la conduzione di Giovanni Muciaccia.

## Trama
Giovanni, Gloria Danili e Giulia Pasquinelli, a richiesta dai ragazzi, offrono loro l'opportunità di rifare, abbellire e rinnovare la propria cameretta in base ai loro gusti, con materiali di riciclo e a basso costo.
A fine puntata il protagonista verrà portato da Muciaccia di fronte alla sua stanza vedendo il capolavoro a fase finita.

## Edizioni
| Edizione | Puntate | Prima TV Italia |
| -------- | ------- | --------------- |
| 1        | 10      | 2010            |
| 2        | 10      | 2011            |
| 3        | 10      | 2012            |